# Publio Cornelio (tribuno consular 394 a. C.)
Publio Cornelio Maluginense  fue un político y militar romano del siglo IV a. C. perteneciente a la gens Cornelia.

## Familia
Su cognomen no se ha preservado, por lo que no se sabe a qué rama de los Cornelios perteneció. Se le puede identificar indistintamente con Publio Cornelio Coso, Publio Cornelio Escipión y Publio Cornelio Maluginense, siendo esta última la más probable.

## Tribunado consular
Fue elegido tribuno consular en el año 394 a. C., un año en el que los romanos lucharon contra los faliscos y los ecuos.